# The Wheel – Promis drehen am Rad
The Wheel – Promis drehen am Rad (englisch für Das Rad) ist eine von Chris Tall moderierte und von RTL ausgestrahlte Spielshow. Es handelt sich um eine Adaption der gleichnamigen britischen Gameshow The Wheel, die auf BBC One ausgestrahlt wird.

## Konzept und Spielablauf
Der britische Moderator Michael McIntyre, der die Originalausgabe von The Wheel leitet, erklärte in einem BBC-Interview das Konzept der Show: Nach seinen Angaben wurde das Spielprinzip entwickelt, um trotz der strengen Hygieneregeln während der COVID-19-Pandemie eine Quizsendung produzieren zu können. Insbesondere wird der Mindestabstand von 1,5 Meter eingehalten.
Zentrales Spielelement ist ein Karussell (als Wheel bezeichnet, woher auch der Name der Sendung stammt), das fast das gesamte Fernsehstudio ausfüllt. Auf diesem Karussell sitzen sieben Prominente. Im Mittelpunkt des Karussells ist im Fußboden eine Versenkung eingebaut, durch die abwechselnd drei „normale“ (nicht-prominente) Kandidaten ins Studio gefahren werden können.
Die Kandidaten beantworten die von Chris Tall gestellten Quizfragen nicht selbst, denn dafür sind die Prominenten zuständig. Zur Kandidatenauswahl wird das Rad in Bewegung gesetzt. Solange es sich dreht, erklingt ein eigens nur für diese Sendung komponiertes Lied, das ebenfalls den Titel The Wheel trägt. Das Rad bleibt in einer zufälligen Position wieder stehen – der Prominente, der dann dem Kandidaten gegenüber sitzt, muss die Frage spielen.
Die Themengebiete, aus denen diese Fragen stammen, wurden von den Prominenten selbst vorgeschlagen. Jeder Prominente gilt in „seinem“ Fachgebiet als Experte. Bekommt er zufälligerweise sein Spezialgebiet als Frage zugeteilt, spricht man im Sendungsjargon von der „Goldenen Frage“, für deren richtige Beantwortung doppelt soviel Geld ausgespielt wird, wie bei den normalen Fragen. Außerdem muss der Kandidat zu Beginn der Sendung pro Fachgebiet einen Prominenten als „rot“ markieren, von dem er glaubt, dass er sich gar nicht mit diesem Themengebiet auskennt.
Wird ein Prominenter für sein „rotes“ Fachgebiet ausgewählt, muss der „normale“ Kandidat vorerst aussetzen, und er wird mittels Hubpodium durch die Versenkung nach unten gefahren. Dasselbe passiert auch, wenn der Prominente die Frage falsch beantwortet. In beiden Fällen wird aus den drei Kandidaten zufällig einer ausgewählt, der das Spiel fortsetzt. Es kann durchaus passieren, dass der ausgeschiedene Kandidat, der gerade aus dem Studio gefahren wurde, sofort zurückkommt (er ist also nicht gesperrt).

## Episoden- und Kandidatenliste
| Folge | Datum         | Teilnehmer            | Experte für             |
| ----- | ------------- | --------------------- | ----------------------- |
| 1     | 23. Juli 2021 | Özcan Coşar           | Breakdance              |
| 1     | 23. Juli 2021 | Marcel Reif           | Fußball                 |
| 1     | 23. Juli 2021 | Thomas Anders         | Geographie              |
| 1     | 23. Juli 2021 | Joyce Ilg             | Glück                   |
| 1     | 23. Juli 2021 | Sonya Kraus           | Heimwerken              |
| 1     | 23. Juli 2021 | Uwe Ochsenknecht      | Musik                   |
| 1     | 23. Juli 2021 | Wigald Boning         | Tiere                   |
| 2     | 24. Juli 2021 | Anja Kohl             | Börse                   |
| 2     | 24. Juli 2021 | Kaya Yanar            | Computerspiele          |
| 2     | 24. Juli 2021 | Thorsten Legat        | Dschungelcamp           |
| 2     | 24. Juli 2021 | Thomas Hermanns       | Musik                   |
| 2     | 24. Juli 2021 | Julian F. M. Stoeckel | Politik                 |
| 2     | 24. Juli 2021 | Evelyn Burdecki       | Reisen                  |
| 2     | 24. Juli 2021 | Lilly Becker          | Tennis                  |
| 3     | 30. Juli 2021 | Stefan Effenberg      | Fußball                 |
| 3     | 30. Juli 2021 | Bernd Stelter         | Karneval                |
| 3     | 30. Juli 2021 | Katy Karrenbauer      | Klatsch und Tratsch     |
| 3     | 30. Juli 2021 | Amiaz Habtu           | Musik                   |
| 3     | 30. Juli 2021 | Joey Heindle          | Natur                   |
| 3     | 30. Juli 2021 | Dagi Bee              | Soziale Medien          |
| 3     | 30. Juli 2021 | Paul Panzer           | Tiere                   |
| 4     | 5. Juni 2023  | Olivia Jones          | Reeperbahn              |
| 4     | 5. Juni 2023  | Kai Ebel              | Formel 1                |
| 4     | 5. Juni 2023  | Matthias Matschke     | Religion                |
| 4     | 5. Juni 2023  | Frauke Ludowig        | Promis                  |
| 4     | 5. Juni 2023  | Markus Krebs          | Erdkunde                |
| 4     | 5. Juni 2023  | Gregor Meyle          | Geschichte              |
| 4     | 5. Juni 2023  | Guildo Horn           | Wurstwaren              |
| 5     | 12. Juni 2023 | Horst Lichter         | Kochen                  |
| 5     | 12. Juni 2023 | Ross Antony           | Royals                  |
| 5     | 12. Juni 2023 | Abdelkarim            | Fitness                 |
| 5     | 12. Juni 2023 | Erik Meijer           | Fußball                 |
| 5     | 12. Juni 2023 | Mickie Krause         | Die 80er                |
| 5     | 12. Juni 2023 | Barbara Meier         | New York                |
| 5     | 12. Juni 2023 | Andrea Sawatzki       | Hunde                   |
| 6     | 19. Juni 2023 | Ingo Appelt           | Politik & Zeitgeschehen |
| 6     | 19. Juni 2023 | Frank Goosen          | Die 80er                |
| 6     | 19. Juni 2023 | Pascal Hens           | Handball                |
| 6     | 19. Juni 2023 | Tan Çağlar            | Filme                   |
| 6     | 19. Juni 2023 | Sarah Knappik         | Kinder & Babys          |
| 6     | 19. Juni 2023 | Magdalena Brzeska     | VIP                     |
| 6     | 19. Juni 2023 | Jens Riewa            | Wörter                  |

## Einschaltquoten
| Folge | Datum         | Zuschauer | Zuschauer       | Marktanteil | Marktanteil     | Quelle |
| Folge | Datum         | Gesamt    | 14 bis 49 Jahre | Gesamt      | 14 bis 49 Jahre | Quelle |
| ----- | ------------- | --------- | --------------- | ----------- | --------------- | ------ |
| 1     | 23. Juli 2021 | 1,36 Mio. | 0,50 Mio.       | 8,0 %       | 10,8 %          | [ 4 ]  |
| 2     | 24. Juli 2021 | 1,03 Mio. | 0,42 Mio.       | 6,1 %       | 9,7 %           | [ 6 ]  |
| 3     | 30. Juli 2021 | 0,98 Mio. | 0,38 Mio.       | 5,7 %       | 7,9 %           | [ 8 ]  |
| 4     | 5. Juni 2023  | 1,19 Mio. | 0,46 Mio.       | 4,8 %       | 8,0 %           | [ 9 ]  |
| 5     | 12. Juni 2023 | 1,38 Mio. | –               | –           | 8,5 %           | [ 10 ] |
| 6     | 19. Juni 2023 | 1,11 Mio. | 0,32 Mio.       | 5,0 %       | 7,4 %           | [ 11 ] |

## Internationale Versionen
| Sender   | Eigenname                 | Moderation       | Erstausstrahlung |
| -------- | ------------------------- | ---------------- | ---------------- |
| BBC      | The Wheel                 | Michael McIntyre | 28. Nov. 2020    |
| RTL      | The Wheel                 | Chris Tall       | 23. Juli 2021    |
| SBS 6    | The Wheel                 | Rob Kemps        | 11. Sep. 2021    |
| TV4      | Hjulet                    | Petra Mede       | 13. Apr. 2022    |
| NBC      | The Wheel                 | Michael McIntyre | 19. Dez. 2022    |
| MTV3     | Tietäjät tietää           | Roope Salminen   | 2023             |
| Antena 3 | El círculo de los famosos | Juanra Bonet     | 2023             |
| TF1      | The Wheel                 | Arthur           | 2023             |